# 神戸大学医療技術短期大学部
神戸大学医療技術短期大学部（こうべだいがくいりょうぎじゅつたんきだいがくぶ、英語: School of Allied Medical Sciences, Kobe University）は、兵庫県神戸市須磨区友が丘7-10-2に本部を置いていた日本の国立大学である。1982年に設置され、1998年に廃止された。大学の略称は神大医短または医短。

## 概要

### 大学全体
- 兵庫県神戸市須磨区に所在した日本の国立短期大学で、併設元は神戸大学医学部。
- 1982年に3学科体制で開学。さらに学科の増設により最終的には4学科にまで発展した。
- 1994年度の入学生を最後に[注釈 2]、1998年に短期大学としての使命を終える[注釈 3]。

### 教育および研究
- 神戸大学医療技術短期大学部は看護・理学療法・作業療法・臨床検査技師の養成に特化した教育を行っており、神戸大学医学部附属病院での臨床実習が執り行われていた。

### 学風および特色
- 神戸大学医療技術短期大学部は医学部に併設された短大として位置づけられていたが、キャンパスは医学部や他の学部とは別に短大独自のものを擁していた。

## 沿革
- 1949年
  - 兵庫県立医科大学附属高等看護学院が創設される。
- 1952年
  - 神戸医科大学附属高等看護学院に校名変更。
- 1957年
  - 兵庫県立高等看護学院が設置される。
- 1959年
  - 神戸医科大学附属高等看護学院が閉校される。兵庫県立高等看護学院と兵庫県立保健婦専門学院が統合されて兵庫県立厚生女子専門学院看護学科と保健学科を置く。
- 1967年
  - 4月 兵庫県立厚生女子専門学院保健学科が兵庫県立厚生専門学院に移管。
  - 6月 兵庫県立厚生女子専門学院が神戸大学医学部附属看護学校となる。
- 1969年
  - 神戸大学医学部附属衛生検査技師学校を設置。
- 1972年
  - 4月1日 同学校を神戸大学医学部附属臨床検査技師学校に改名。
- 1978年
  - 8月 校舎を神戸市生田区楠町7丁目から須磨区友が丘7丁目に移転。
  - 9月 神戸大学医療技術短期大学部設置準備委員会設置。
- 1980年
  - 9月 神戸大学医療技術短期大学部設置準備室が設置される[3]。
- 1981年
  - 4月 神戸大学医療技術短期大学部創設の準備室及び準備委員会が設置される[4]。
- 1981年
  - 10月1日 神戸大学医療技術短期大学部が設置される[5]。
- 1982年
  - 4月1日 神戸大学医療技術短期大学部が以下の学科体制にて開学する[注 2]。
    - 看護学科 入学定員80名出典[注釈 4]
    - 理学療法学科 入学定員20名[注釈 4]
    - 作業療法学科 入学定員20名[注釈 4]
- 1983年
  - 4月1日 以下の学科を増設する[注 3]。
    - 衛生技術学科 入学定員40名[12]
- 1994年
  - 4月1日 この年度で学生募集を最終とする[注釈 2]。
- 1998年
  - 3月31日 左記をもって正式に廃止とする[注釈 3]。

## 基礎データ

### 所在地
- 兵庫県神戸市須磨区友が丘7-10-2[注釈 1]

### 象徴
- 神戸大学医療技術短期大学部のカレッジマークは神戸大学と同じものを使用。

## 教育および研究

### 組織

#### 学科[注 4]
- 看護学科 入学定員80名
- 理学療法学科 入学定員20名
- 作業療法学科 入学定員20名
- 衛生技術学科 入学定員40名

#### 専攻科
- なし

#### 別科
- なし

#### 取得資格について
受験資格
- 看護師：看護学科
- 理学療法士：理学療法学科
- 作業療法士：作業療法学科
- 臨床検査技師：衛生技術学科

##### 年度別学生数
| -        | 看護学科  | 衛生技術学科 | 理学療法学科 | 作業療法学科 | 出典     |
| -------- | --------- | ------------ | ------------ | ------------ | -------- |
| 入学定員 | 80        | 40           | 20           | 20           |          |
| 総定員   | 240       | 120          | 60           | 60           |          |
| 1982年   | 男1 女79  | -            | 男14 女6     | 男10 女8     | [ 15 ]   |
| 1983年   | 男2 女156 | 男7 女33     | 男19 女20    | 男14 女24    | [ 16 ]   |
| 1984年   | 男3 女233 | 男10 女71    | 男28 女33    | 男19 女33    | [ 17 ]   |
| 1985年   | 男2 女246 | 男15 女107   | 男25 女42    | 男13 女50    | [ 18 ]   |
| 1986年   | 男4 女242 | 男12 女114   | 男26 女45    | 男17 女53    | [ 19 ]   |
| 1987年   | 男4 女246 | 男12 女117   | 男27 女43    | 男12 女57    | [ 20 ]   |
| 1988年   | 男2 女242 | 男9 女111    | 男19 女41    | 男17 女54    | [ 21 ]   |
| 1989年   | 男2 女251 | 男8 女109    | 男19 女44    | 男20 女54    | [ 22 ]   |
| 1990年   | 男3 女246 | 男5 女119    | 男27 女45    | 男21 女53    | [ 23 ]   |
| 1991年   | 男4 女240 | 男17 女103   | 男26 女40    | 男16 女53    | [ 24 ]   |
| 1992年   | 男3 女251 | 男5 女119    | 男26 女43    | 男13 女60    | [ 注 5 ] |
| 1993年   | 男2 女254 | 男5 女115    | 男28 女45    | 男11 女61    | [ 26 ]   |
| 1994年   | 男3 女243 | 男3 女120    | 男21 女53    | 男10 女61    | [ 27 ]   |
| 1995年   | 男2 女160 | 男2 女79     | 男13 女31    | 男7 女44     | [ 28 ]   |
| 1996年   | 男2 女83  | 男0 女37     | 男5 女17     | 男4 女20     | [ 29 ]   |
| 1997年   | -         | -            | 男0 女1      | -            | [ 30 ]   |

### 研究
- 『神戸大学医療技術短期大学部紀要』[31]

## 学生生活

### 学園祭
- 神戸大学医療技術短期大学部の学園祭は「名谷祭」と呼ばれていた。

## 大学関係者と組織

### 大学関係者一覧

#### 大学関係者
歴代学長
- 堯天義久：開学 - 1985年2月15日
- 新野幸次郎：1985年2月16日 - 1991年2月15日
- 鈴木正裕：1991年2月16日 -
- 西塚泰美：最終学長

#### 出身者
- 橋本雅至：理学療法学科卒業。現在、奈良学園大学教員[32]。

## 施設

### キャンパス
- 当時、神戸大学名谷キャンパスが短大のキャンパスとなっており、当時鉄筋コンクリート造り6階建てとなっていた。

### 寮
- なし

## 対外関係

### 系列校
- 神戸大学

## 卒業後の進路について

### 就職について
- 概ね大半が専門職に就いている。

### 編入学･進学実績
- 看護学科の学生が他の学科と比較すれば進学者が多い傾向にあった。